# August Heinrich Simon
August Heinrich Simon, född 29 oktober 1805 i Breslau, död 16 augusti 1860 i Walensee, Schweiz, var en tysk politiker.
Simon inträdde på domarbanan, men ägnade sig vid sidan därav åt statsvetenskapligt skriftställeri (bland hans arbeten märks Das preußische Staatsrecht, två band, 1844) och politisk verksamhet. En 1845 publicerad, mycket uppmärksammad broschyr, riktad mot en året förut utfärdad lag, vilken enligt Simons mening hotade domarkårens oavhängighet, blev anledningen till, att han lämnade statstjänsten; han var då (1845) rådman i Breslau.
År 1848 intog Simon en framträdandande roll inom den liberala rörelsen; han tog verksam del i Vorparlamentets och Frankfurtparlamentets arbeten. Som ledare för en radikal grupp inom sistnämnda församling röstade han (mars 1849) för tyska kejsarvärdighetens erbjudande åt kungen av Preussen; i vederlag för sin och sina meningsfränders anslutning, vilken erfordrades för att skaffa det preussiska partiet majoritet, utverkade han vissa medgivanden i liberal riktning i den nya författningen. Sedan Frankfurtparlamentet samma år upplösts, valdes Simon av Rumpparlamentet i Stuttgart till medlem av "riksregentskapet", men begav sig omedelbart därefter till Schweiz, där han, som 1851 av stadsdomstolen i Breslau dömdes till livstids tukthus för högförräderi, uppehöll sig till sin död som direktör för ett kopparverk i Murg.